# Derek Brownlee
Derek Brownlee (* 10. August 1974) ist ein schottischer Politiker und Mitglied der Conservative Party.

## Leben
Brownlee wuchs in Selkirk in den Scottish Borders auf. Er besuchte die Knowepark Primary School und Selkirk High School. Anschließend studierte Brownlee Jura an der Universität Aberdeen und arbeitete danach bei verschiedenen Wirtschaftsunternehmen.

## Politischer Werdegang
Bei den Parlamentswahlen 2003 bewarb sich Brownlee um das Direktmandat des Wahlkreises Tweeddale, Ettrick and Lauderdale. Er erhielt den viertgrößten Stimmenanteil und verpasste damit den Einzug in das Schottische Parlament. Außerdem war Brownlee bei diesen Wahlen auf dem fünften Rang der Regionalwahlliste der Konservativen für die Wahlregion South of Scotland gesetzt. Da die Conservative Party in der Wahlregion ein Direktmandat und drei Listenmandate errangen, erhielt er auch auf diesem Wege knapp kein Mandat. Nachdem Brownlees Parteikollege David Mundell, der eines der Listenmandate erhalten hatte, bei den Britischen Unterhauswahlen 2005 ein Mandat erringen konnte, gab er sein Listenmandat für das Schottische Parlament zurück. Brownlee rückte als nächstplatzierter auf der Wahlliste nach und zog im Jahre 2005 erstmals in das Parlament ein. Bis zum Ende der Legislaturperiode war er Parteisprecher für Finanzen und öffentliche Einrichtungen. Bei den Parlamentswahlen 2007 verpasste Brownlee abermals das Direktmandat von Tweeddale, Ettrick and Lauderdale, erhielt jedoch als zweitplatzierter der Regionalwahlliste das einzige Listenmandat der Konservativen für South of Scotland. Da der Wahlkreis Tweeddale, Ettrick and Lauderdale im Zuge der Wahlkreisreform 2011 aufgelöst wurde, kandidierte Brownlee bei den Parlamentswahlen 2011 im Wahlkreis East Lothian. Er erhielt nur die dritthöchste Stimmenanzahl und schied aus dem Schottischen Parlament aus.